# Secrets of the Whales
Secrets of the Whales es un programa de televisión documental sobre la naturaleza de 2021 que muestra una variedad de especies de ballenas en una variedad de hábitats. El primer episodio se emitió el 22 de abril de 2021 en National Geographic, además de ser lanzado en Disney+. Se filmó en 24 locaciones y tomó 3 años en producción. Brian Skerry originó el concepto del programa en 2008, después de escribir un artículo para National Geographic sobre las especies de ballenas en peligro de extinción.
El programa ganó el premio Primetime Creative Arts Emmy 2021 a la mejor serie documental o de no ficción. Recibió críticas positivas de los críticos.

## Sinopsis
La serie de televisión sigue la vida, la cultura y el comportamiento de diferentes especies de ballenas en todo el mundo.

## Episodios
| N.º | Título           | Dirigido por                    | Fecha de emisión original |
| --- | ---------------- | ------------------------------- | ------------------------- |
| 1   | «Orca Dynasty»   | Brian Armstrong y Andy Mitchell | 22 de abril de 2021       |
| 2   | «Humpback Song»  | Brian Armstrong y Andy Mitchell | 22 de abril de 2021       |
| 3   | «Beluga Kingdom» | Brian Armstrong y Andy Mitchell | 22 de abril de 2021       |
| 4   | «Ocean Giants»   | Brian Armstrong y Andy Mitchell | 22 de abril de 2021       |

## Lanzamiento
Secrets of the Whales se estrenó el 22 de abril de 2021 en Disney+ y National Geographic por el Día de la Tierra.

## Recepción

### Recepción crítica
En el sitio web del agregador de reseñas Rotten Tomatoes, el 92% de las 12 reseñas de los críticos son positivas, con una calificación promedio de 8.60/10. Metacritic, que utiliza un promedio ponderado, asignó a la película una puntuación de 89 sobre 100, basada en 4 críticos, lo que indica «aclamación universal».
Mike Hale de The New York Times encontró las imágenes emocionantes y afirmó que las tomas logran brindar una emoción profunda a la audiencia, al tiempo que afirma que la serie enfatiza la inteligencia y las habilidades sociales de las ballenas. John Serba de Decider afirmó que la serie logra distinguirse de otros documentales sobre la vida silvestre, afirmando que proporciona datos bastante científicos y efectos visuales muy satisfactorios que logran captar la atención de la audiencia. Richard Roeper de Chicago Sun-Times le dio al programa una calificación de 4 de 4 estrellas, afirmó que el documental logra explorar científicamente el comportamiento y la cultura de diferentes especies de ballenas, encontró sorprendentes las imágenes del programa en su fotografía, y dijo que Sigourney Weaver fue la elección ideal como narradora. Joly Herman de Common Sense Media calificó el programa con 4 de 5 estrellas y elogió el valor educativo, afirmando que el documental logra retratar la inteligencia y la cultura de las ballenas, elogió los mensajes positivos y los modelos a seguir, afirmando que Secrets of the Whales representa la importancia del amor, el trabajo en equipo y la creatividad entre las ballenas para la supervivencia de su especie, al tiempo que elogió la narración de Weaver.